# アンナ・セメノビッチ
アンナ・グリゴーリエヴナ・セメノビッチ（ロシア語: А́нна Григо́рьевна Семено́вич, ラテン文字転写: Anna Grigorievna Semenovich、1980年3月1日 - ）は、モスクワ出身の女性フィギュアスケートアイスダンス選手で現在はプロスケーター兼歌手、女優。

## 経歴
モスクワに生まれ、3歳でスケートを始めた。デニス・サモヒンとのペアを経て、1995年にウラジミール・フェドロフとカップルを結成した。1995-1996年シーズンに創設されたばかりのISUグランプリシリーズに参戦し、NHK杯では3位となり、翌1996-1997年シーズンから2シーズン連続でフィンランディア杯優勝するなどしたが、長野オリンピックシーズンでもあった1997-1998年シーズンのロシア選手権および欧州選手権で結果が残せずオリンピック出場は叶わなかった。同シーズン終了後にウラジミール・フェドロフとのカップルを解消。
1999年、ロマン・コストマロフと新たにカップルを結成し、1999-2000年シーズンの2000年世界選手権および欧州選手権に出場したが、このシーズン終了後にカップルは解散。アンナ・セメノビッチ自身のケガもありアマチュアを引退した。引退後はプロスケーターとして当初は活動していたが、のちに歌手に転進しブレスチャーシチエに参加。現在は女優としても幅広く活動している。

## 主な戦績
- 1997-98まではウラジミール・フェドロフとのカップル。
- 1999-00はロマン・コストマロフとのカップル。

| 大会/年            | 1995-96 | 1996-97 | 1997-98 | 1999-00 |
| ------------------ | ------- | ------- | ------- | ------- |
| 世界選手権         |         |         |         | 13      |
| 欧州選手権         |         |         | 15      | 10      |
| NHK杯              | 3       | 7       |         |         |
| ロシア杯           |         |         |         | 4       |
| フィンランディア杯 |         | 1       | 1       |         |